# نهر باجو

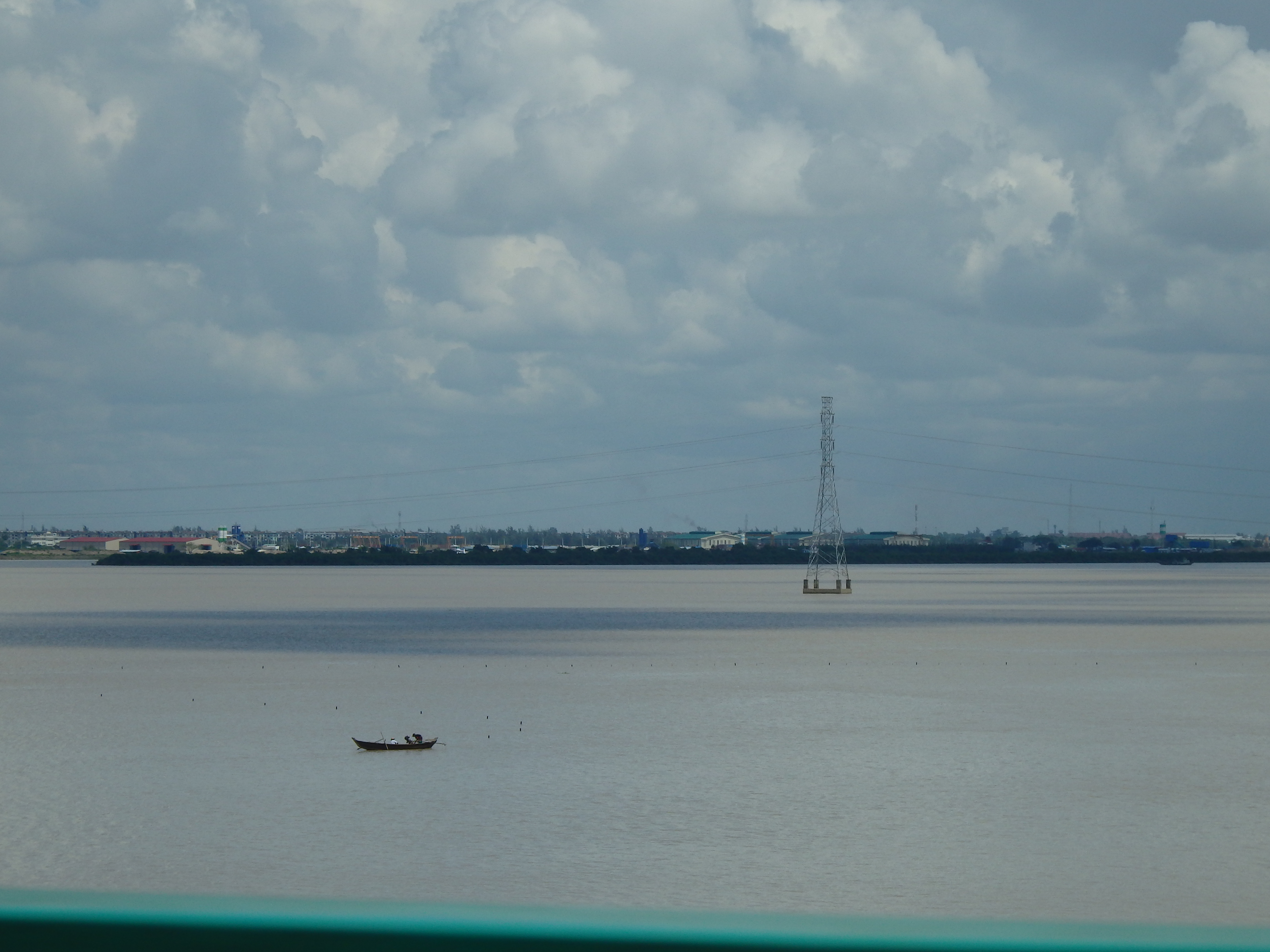
نهر باجو كما يُرى من جسر ثانلين

نهر باجو المعروف-أيضا بنهر باغو أو نهر بيجو-(بالبورمية: ပဲခူးမြစ်)‏ هو نهر يقع في جنوب ميانمار . يتدفق عبر باجو ويانغون وينضم إلى نهر يانغون جنوب وسط مدينة يانغون.
يأتي مصدر نهر باجو من العديد من الجداول الموجودة في تلال سلسلة جبال بيجو  مع الاختيار جبل سينهناماونج في بلدة ليتبادان كمصدر له. الدراسات الهيدرولوجية الحديثة وجدت تيارات شمالًا في بلدة بيو تغذي حوض نهر باجو. يتدفق نهر باجو إلى منطقة يانغون ويلتقي بنهر يانجون عند مونكي بوينت(نقطة القرد) ببلدة بوتاهتاونج ، ويسمى النهر أسفله نهر يانجون .

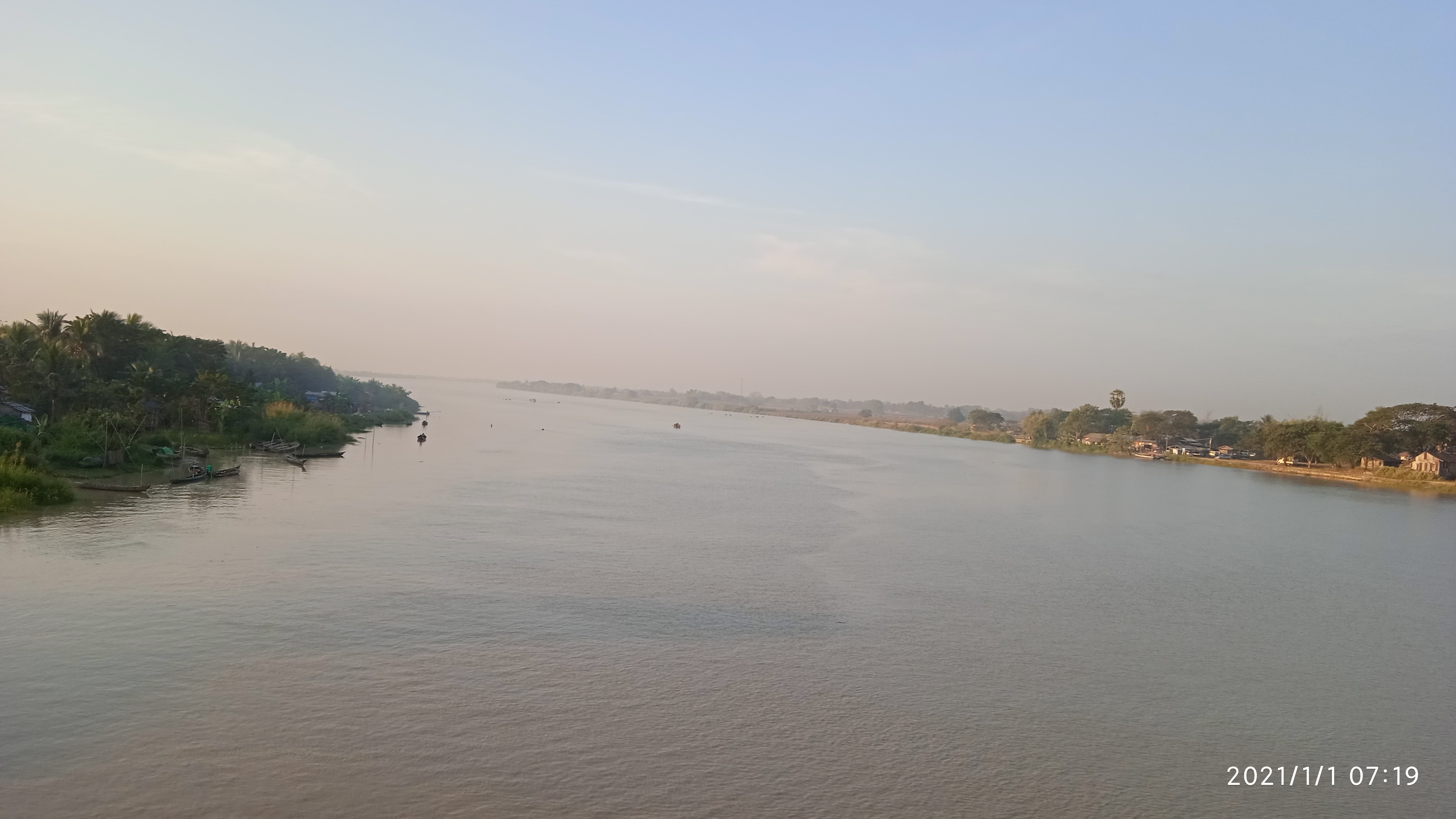
نهر باجو

في عام 1608م، قام المرتزق البرتغالي فيليبي دي بريتو إي نيكوت، المعروف باسم نجا زينكا لدى البورميين، بنهب معبد شويداغون. استولى رجاله على جرس دهامازيدي الكبير الذي يبلغ وزنه 300 طن باستخدام الأفيال والعمل بالقسري (غير الحر).  كانت نية دفيليبي هي إذابة الجرس لصنع المدافع لكنه سقط في هذا النهر عندما كان يحمله عبره. 
وقد حاول العديد من الأشخاص العثور على الجرس في مياه النهر العكرة، ولكنه دون جدوى حتى الآن. أجرى غواص أعماق البحار المحترف جيمس بلانت 115 غطسة استكشافية، مستخدمًا صور السونار للأشياء الموجودة في المنطقة للاسترشاد بها. وحتى يومنا هذا لم يتم استعادته. ولقي العديد من الغواصين الميانمارييين حتفهم أثناء البحث عن السفينة، بما في ذلك غواصان من البحرية حوصرا في حطام قريب.